# FV Zuffenhausen
Der FV Zuffenhausen war ein Fußballverein aus Stuttgart-Zuffenhausen, der jahrelang – wenn auch mit deutlichem Abstand – die Nummer drei im Stuttgarter Fußball darstellte, schließlich jedoch nur noch im unteren Amateurbereich vertreten war. Der Verein schloss sich im Jahr 2013 dem SSV Zuffenhausen an.

## Geschichte
Die Ursprünge des Vereins liegen in der am 6. Juli 1898 gegründeten Teutonia Zuffenhausen. Zusammen mit der kurze Zeit später entstandenen Zuffenhausener Viktoria wurde bereits im selben Jahr beschlossen, einen gemeinsamen Sportverein zu gründen. Der offizielle Zusammenschluss der beiden Vereine zum FV Zuffenhausen fand am 6. Dezember 1898 statt.
Zu Anfang des 20. Jahrhunderts trat der FVZ dem Süddeutschen Fußballverband bei und konnte somit erstmals Punktspiele austragen. Bereits 1908 konnte der Verein als Süddeutscher Meister der C-Klasse in die B-Klasse aufsteigen. In dieser Liga entwickelten sich die Zuffenhausener zum „Abonnement-Bezirksmeister“ der B-Klasse, konnten den Aufstieg in die A-Klasse jedoch nicht erreichen.
Der Aufstieg in die Bezirksliga, die damals höchste Fußballklasse, gelang zur Saison 1927/28. Die 1920er und 1930er, als der Verein lange Jahre in der Bezirksliga und später in der ebenfalls erstklassigen Gauliga Württemberg spielte, waren die erfolgreichsten Jahre für den FV Zuffenhausen.
Zur Saison 1944/45 der Gauliga bildete der FV zusammen mit dem TSV Zuffenhausen eine Kriegsspielgemeinschaft (KSG). Nach einigen Saisonspielen wurde die Mannschaft noch vor der kriegsbedingten Einstellung des Spielbetriebes von der Meisterschaft zurückgezogen.
Nach dem Krieg errang der FV Zuffenhausen 1949 als Neuling in der Landesliga auf Anhieb die Meisterschaft. Im Entscheidungsspiel gegen die punktgleiche SG 07 Untertürkheim setzte sich der FV mit 3:1 durch. In den darauf folgenden Aufstiegsspielen zur Oberliga Süd, der seinerzeit höchsten Spielklasse im deutschen Fußball, hatte der FVZ gegen Mannschaften wie die SpVgg Fürth und den 1. FC Pforzheim jedoch nur Außenseiterchancen und verpasste den Aufstieg.
In der Folgezeit spielte der FV Zuffenhausen lange in der höchsten Amateurliga, aus der man in den 1960er und 1970er Jahren zweimal absteigen musste. 1978 verpassten die Zuffenhausener die Qualifikation für die neu geschaffene Oberliga Baden-Württemberg und mussten stattdessen in die viertklassige Verbandsliga Württemberg. Ein letztes großes Ausrufezeichen konnte in der Spielzeit 1980/81 gesetzt werden, als der Aufstieg in die Oberliga nur um Haaresbreite verfehlt wurde. In den 1990er Jahren begann der Fall des Vereins bis in die  achtklassige Bezirksliga Stuttgart.
Nach der Saison 2012/13 schloss sich der FV Zuffenhausen mit dem SSV Zuffenhausen zusammen.

## Erfolge
- Meister der Landesliga: 1949
- Aufstieg in die 1. Amateurliga Württemberg: 1956, 1971, 1976

## Bekannte Spieler
- Rainer Adrion
- Karl Auwärter
- Otto Bökle, wechselte 1932 zum VfB Stuttgart und wurde im Oktober 1935 zu einem A-Länderspiel berufen
- Robin Dutt
- Albrecht Joos
- Bernd Klaus
- Horst Köppel
- Hubert Münch
- Robert Schlienz
- Albert Streit
- Gerhard Strohmaier
- Domenico Tedesco

## Stadion
Nachdem der FV Zuffenhausen lange Zeit auf verschiedenen Behelfsplätzen gespielt hatte, bekam der Verein 1907 mit dem Platz an der Stuttgarter Straße seine erste eigene Spielstätte. Durch den sportlichen Erfolg erhielt der FVZ ab 1913 die Möglichkeit, den Platz an der Jahneiche zu übernehmen, auf dem eine Holztribüne errichtet wurde. Heute trägt der FV Zuffenhausen seine Heimspiele in der Sportanlage Schlotwiese aus.